# Барбара Виктор
Барбара Виктор (на английски: Barbara Victor) е американска писателка на бестселъри в жанра трилър и документални книги за Близкия изток.

## Биография и творчество
Барбара Виктор е родена през 1946 г. в Монреал, Канада.
Учи в девически колеж в Монтрьо, Швейцария. Завършва Университета на Лозана с бакалавърска степен по политически науки. Специализира в Университета на Ню Йорк по изследвания на Близкия и Среден изток. Тя е една от първите писали за кланетата в Ливан в лагерите Сабра и Шатила през 1982 година.
През 1985 г. започва да роботи като журналист на свободна практика в Ню Йорк. В периода 1988-1990 г. е редактор на списание „ELLE“ в САЩ, през 1990-1997 г. е редактор в списание „Femme“, а през 1997-2001 г. в списание „Madame Figaro“ във Франция.
Като журналист, който е отразявал Близкия изток за голямата част от кариерата си, тя е интервюирала много от големите държавни глави в тази част на света, включително Ясер Арафат, Крал Хасан, Ицхак Рабин, Ариел Шарон и Крал Хюсеин. Първа интервюира Муамар Кадафи през ноември 1986 г., след американската бомбардировка на Триполи. Има интервюта с президента Карлос Менем в Аржентина, американските президенти Роналд Рейгън, Джордж Хърбърт Уокър Буш и Бил Клинтън, с Кондолиза Райс и с други известни личности. Нейните интервюта, статии и рецензии на книги са публикувани в най-големите медии на страната.
Заедно с дейността си на журналист пише няколко трилъра, първият от които, „Липса на болка“ е издаден през 1988 г.
Произведенията на писателката често са в списъците на бестселърите. Те са преведени на 25 езика и са издадени в над 30 страни по света.
Барбара Виктор живее със съпруга си Едуард Лебар и три кучета в Ню Йорк и Париж.

## Произведения

### Самостоятелни романи
- Липса на болка, The Absence of Pain (1988)
- Misplaced Lives (1990)
- Friends, Lovers, Enemies (1991)
- Кориандър, Coriander (1993)
- Игра на смърт, Reckless (2001)

### Документалистика
- A Voice Of Reason (1994)
- Hanan Ashrawi (1995)
- Getting Away with Murder (1996) – с Раул Фелдър
- The Lady (1998)
- Goddess: Inside Madonna (2001)
- Army of Roses (2003)
- The Last Crusade (2005)
- Charlotte Rampling: From Ingenue to Icon (2009)
- The Good Divorce (2011) – с Раул Фелдър